# Agence Rol

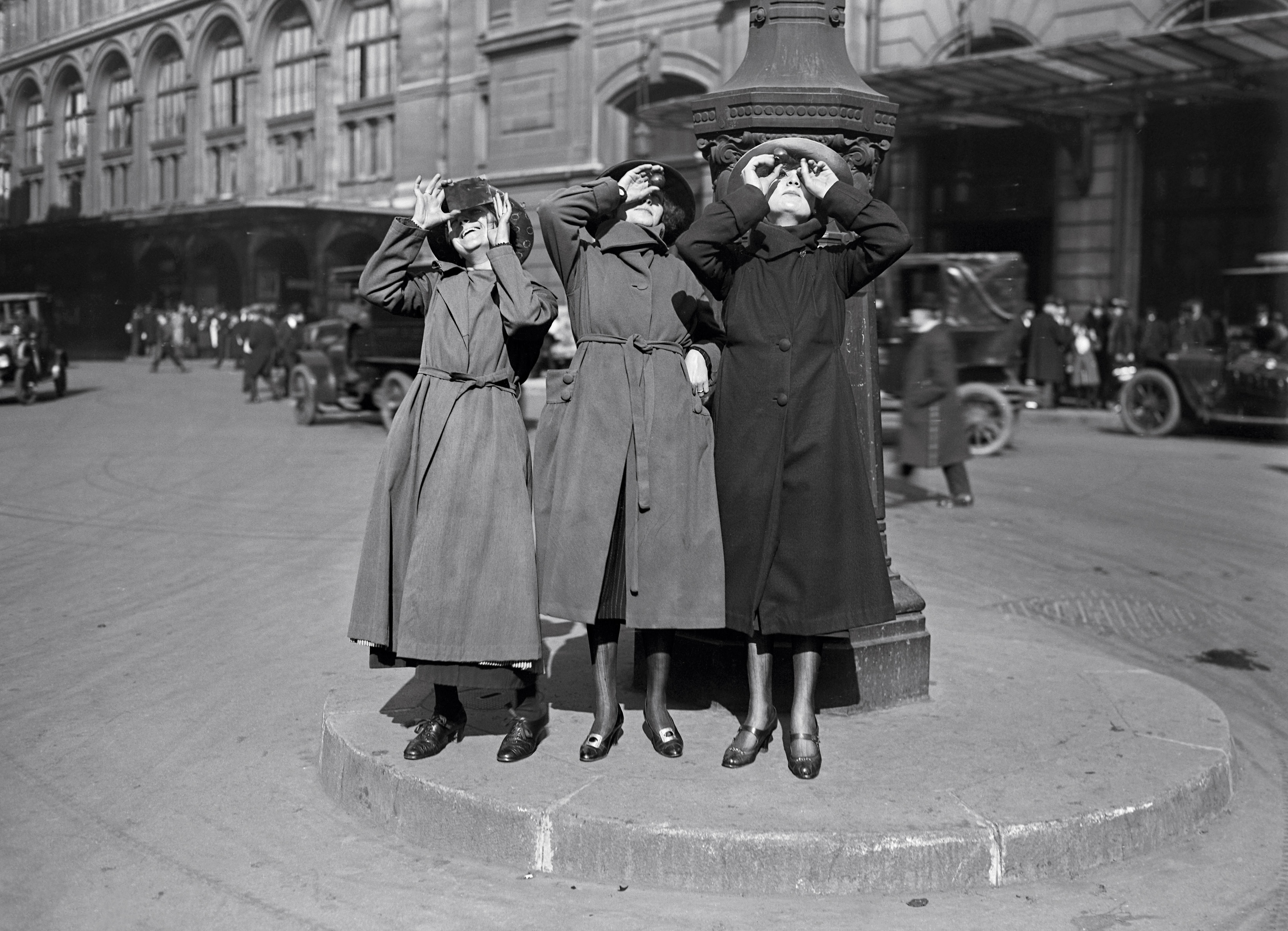
Zatmění Slunce, stanice Saint-Lazare, Arrondissement 8, Paříž, 1921

Agence Rol (Agentura Rol) byla fotografická reportážní agentura, kterou založil v roce 1904 fotograf Marcel Rol (1876–1905). Agentura zanikla v roce 1937 v důsledku sloučení s agenturami Agence de presse Meurisse a Mondial Photo-Presse.
Francouzská národní knihovna uchovává více než 130 000 fotografií agentury Rol (fond týkající se dění a sportu svého času), zatímco Muzeum letectví a kosmonautiky v Le Bourgetu má ve sbírkách 27 27 905 fotografií agentury (letecký fond). Fotografie agentury Rol digitalizuje Francouzská národní knihovna a postupně je přidává na své internetové stránky Gallica.

## Historie
V roce 1904 agenturu řídili Marcel Rol a Louis Tresca. Nacházela se na adrese rue Joubert 37 v Paříži (9. obvod). První fotografie agentury Rol-Tresca se objevily ve sportovním časopise Armes et Sports v lednu 1904. Po rozpadu první společnosti v roce založil Rol druhou agenturu s názvem Marcel Rol et Cie v prosinci 1904. Umístění agentury zůstalo stejné. Po Marcelově smrti 17. září 1905 , to je Denis Rol, jeho otec, do té doby účetní společnosti, převzal otěže agentury. Na začátku roku 1908 se agentura přestěhovala na adresu rue Richer 4, kterou neopustila až do roku 1937. Denis Rol zemřel 11. července 1910. Jeho manželka Mathilde, Marcelova matka, pak agenturu řídila až do dubna 1923. Mathilde Rol (rozená Liffrand) poté agenturu prodala fotografovi Georgesi Devredovi (1887–1932), který pro agenturu pracoval od roku 1911. Georges Devred byl ředitelem agentury v letech 1923 až 1932. Agentura pokračovala ve své činnosti po smrti Georgese Devreda, aniž by byla známa jména jejích vůdců. Poslední fotografie agentury se objevily v červnu 1937.
Dne 23. března 1937 tisková agentura Meurisse, fotografická zpravodajská agentura založená v Paříži v roce 1909 Louisem Meurisseem, se spojila s agenturou Rol a Mondial (založena v roce 1932), aby odolávala mezinárodní konkurenci. Nová agentura měla název SAFRA a poté SAFARA. Ta přešla v roce 1945 pod kontrolu společnosti Monde et Caméra, pak Sciences-Film, která všechny tyto sbírky prodala Národní knihovně v roce 1961.

## Činnosti
Agentura Rol byla nejprve fotografickou agenturou specializující se na sportovní zpravodajství (cyklistika, box, letectví...), ale postupně rozšiřovala své reportáže o všechny aspekty zpravodajství. Zabývala se různými tématy, ale hlavně týkající se Francie, ať už to byly události politické, sociální, ekonomické, kulturní nebo sportovní: cyklistický závod Tour de France, módní fotografie, automobily a letectví, ale také témata jako první světová válka nebo Světová výstava roku 1937. Agentura Rol rovněž informovala o diplomatickém životě: návštěvy hlav států, oficiální ceremonie atd.

## Několik fotografií agentury Rol
Na internetových stránkách společnosti Gallica je k dispozici online 75 000 fotografií z období 1904–1928.

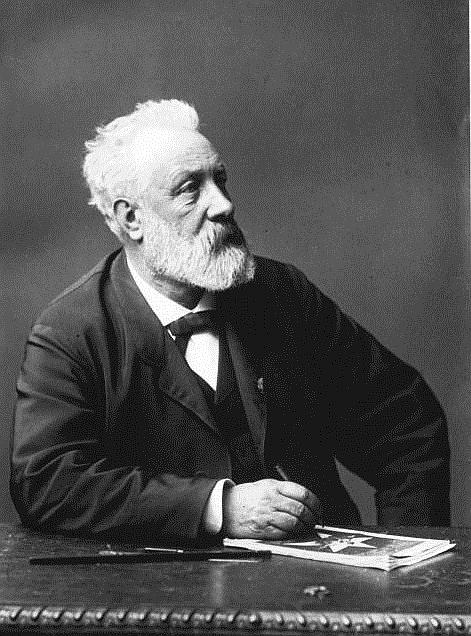
Jules Verne, 1909
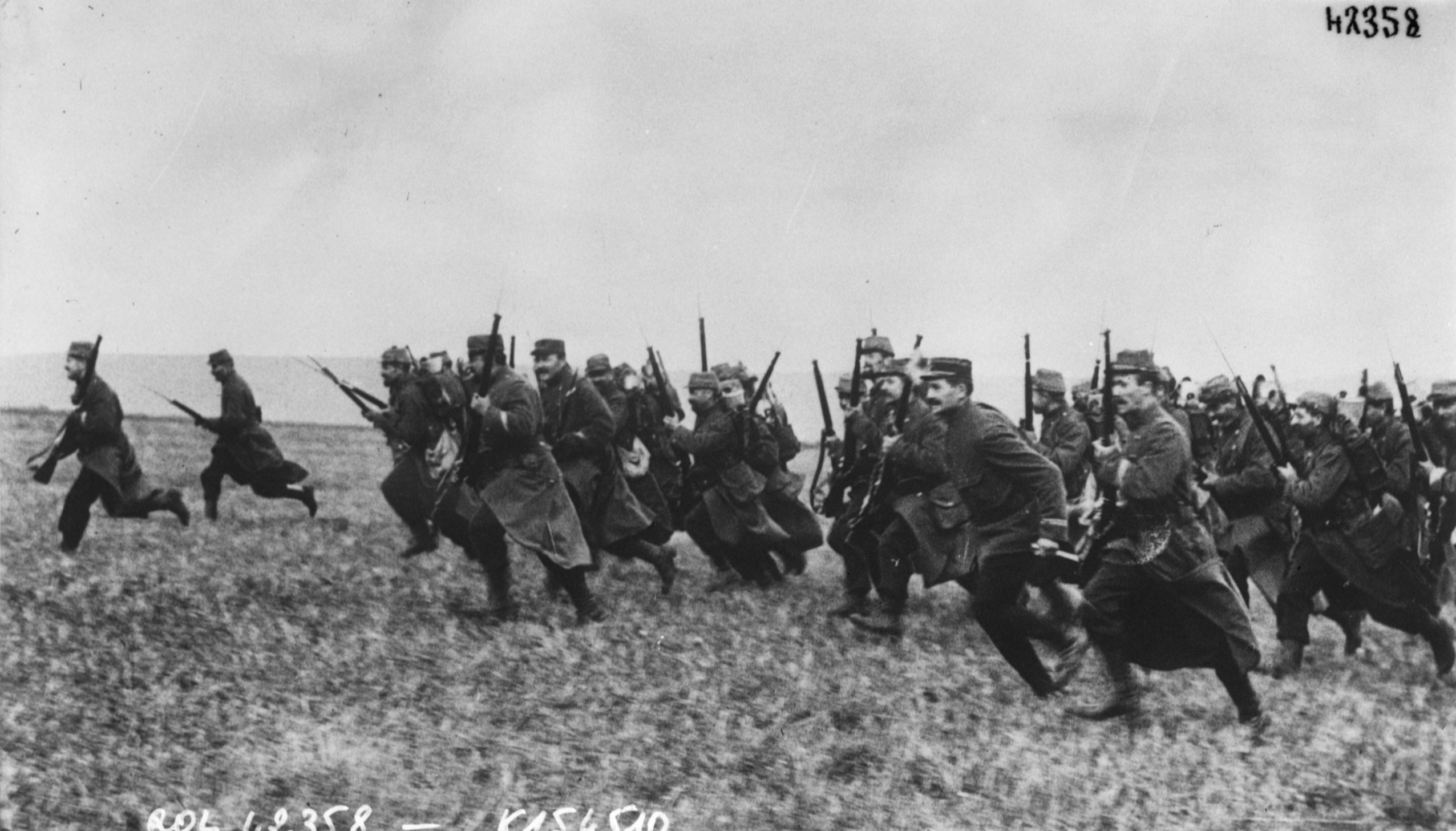
Francouzská pěchota s bajonety, 1914
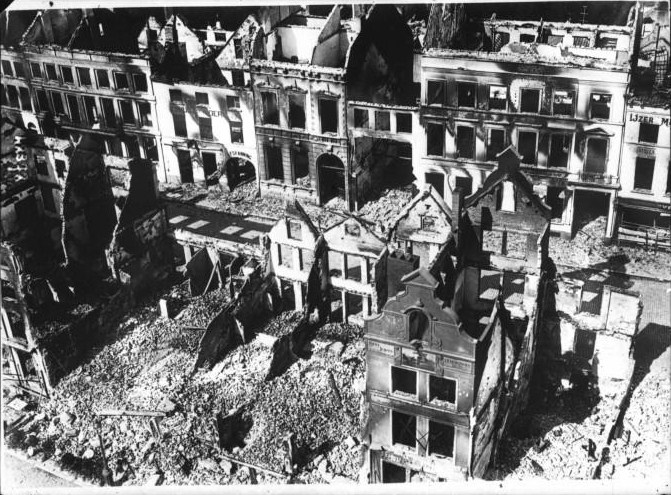
Bombardovaná Termonde při pohledu z letadla, 1914
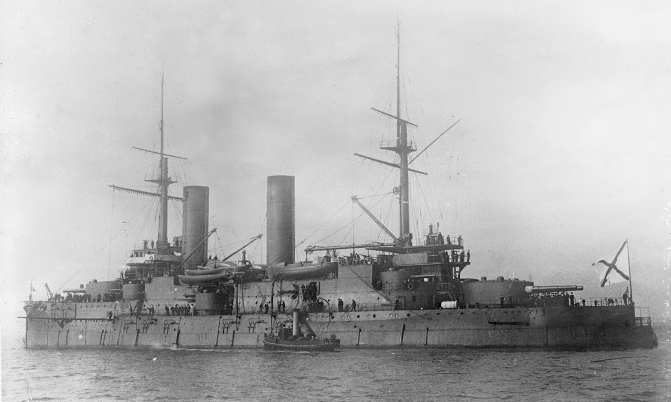
Ruská bitevní loď Slava, 1915
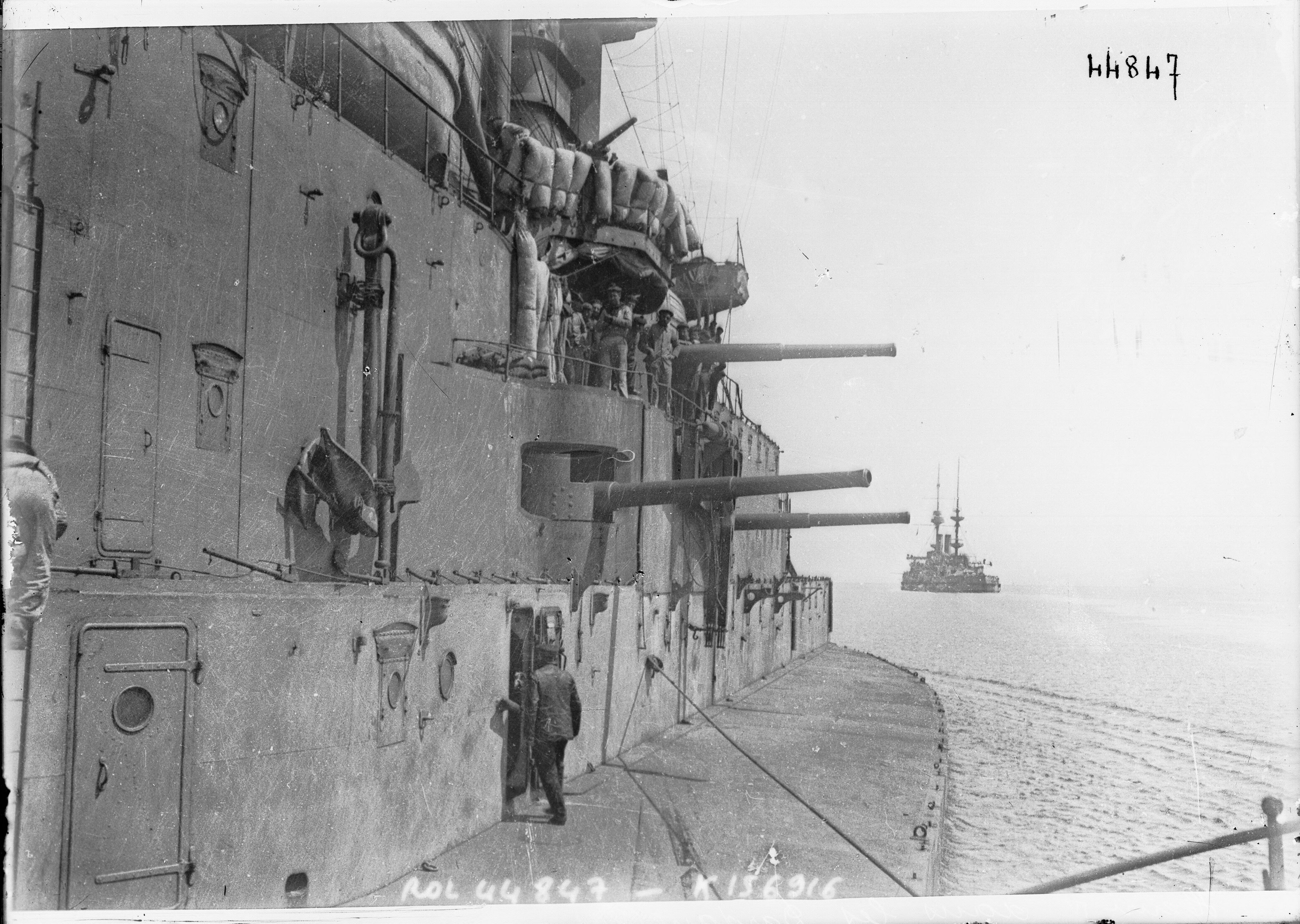
Francouzská bitevní loď Henri IV na Dardanelách, 1915
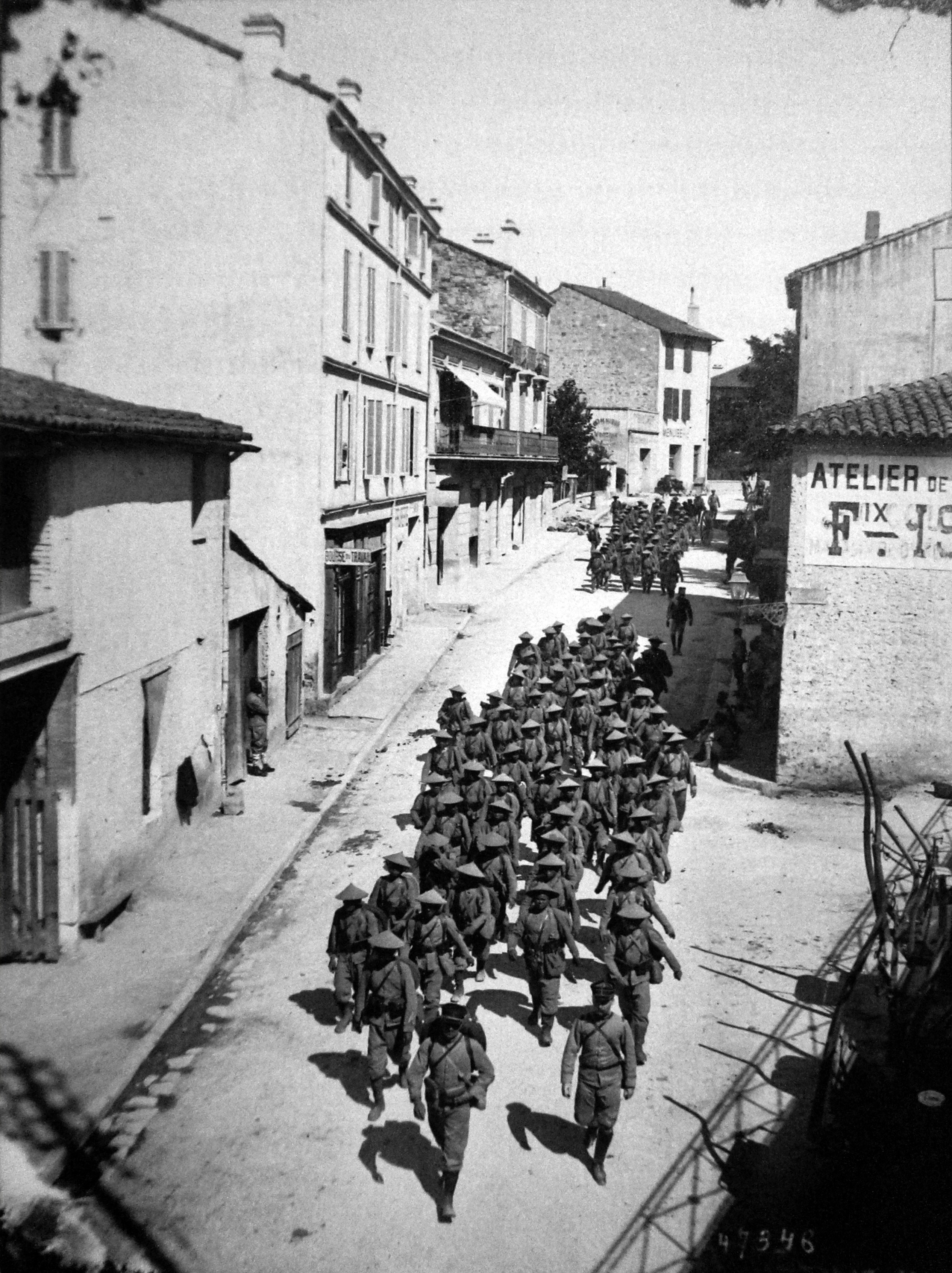
Vietnamští střelci v Saint-Raphaël, 1916
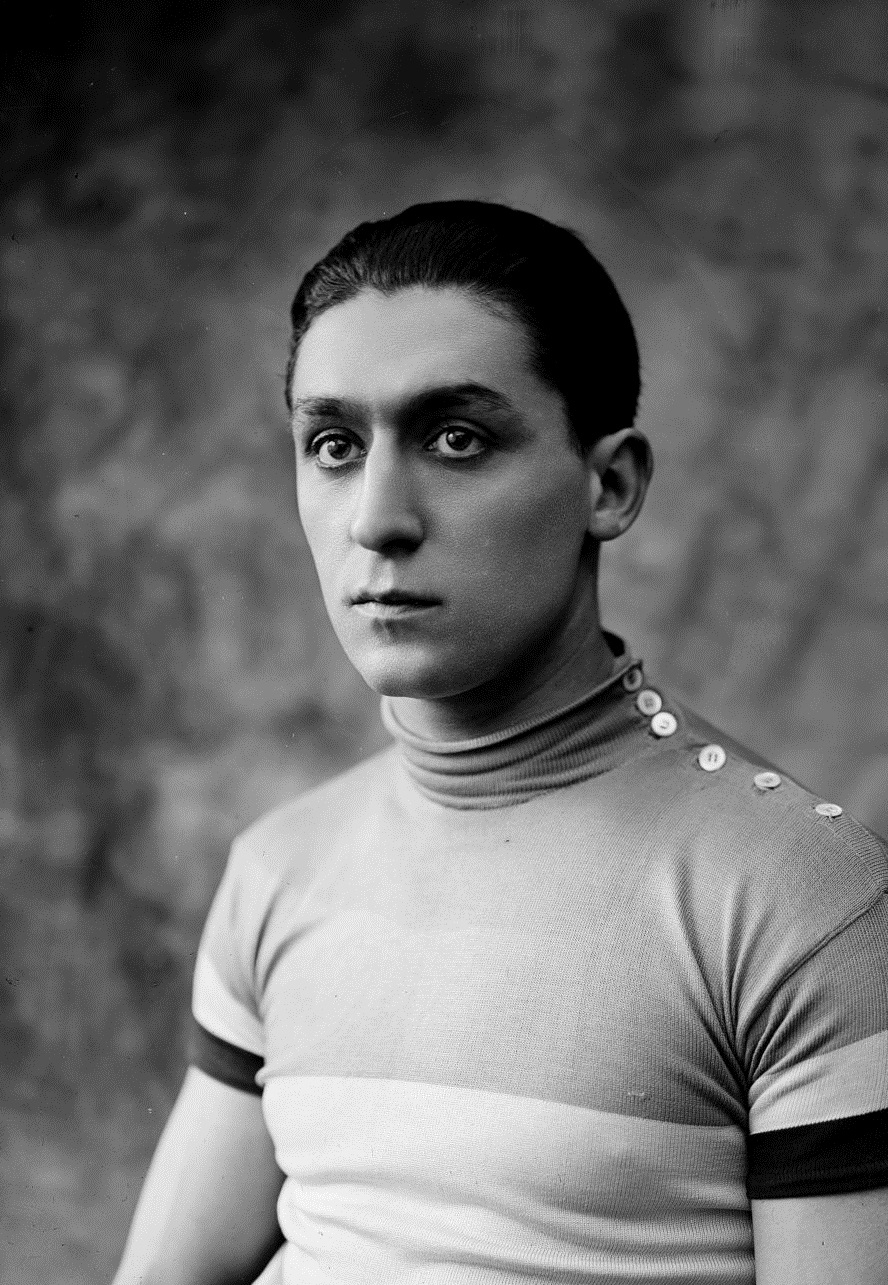
Cyklista Pierre Sergent, 1919
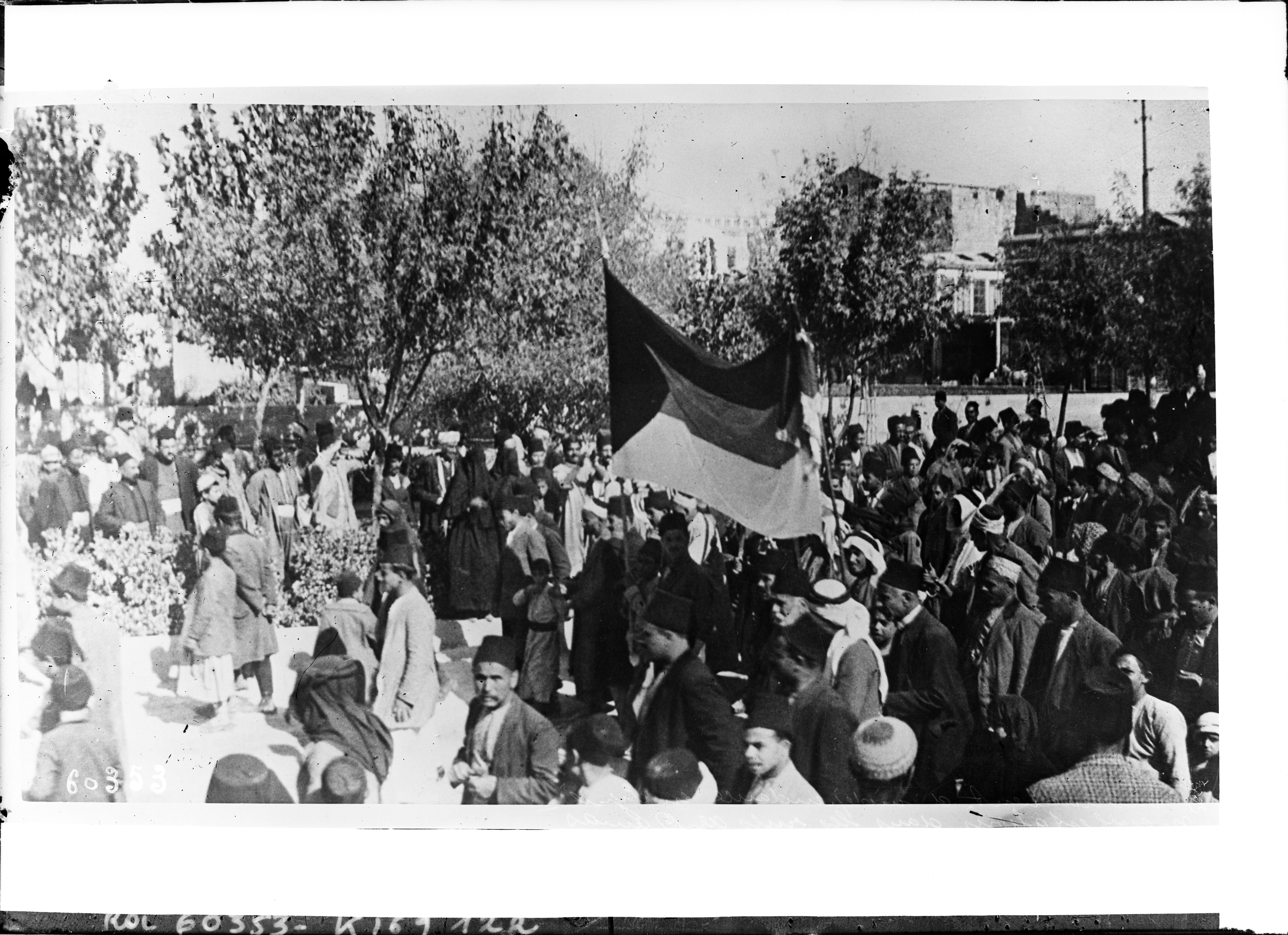
Hnutí za nezávislost v Sýrii, 1920
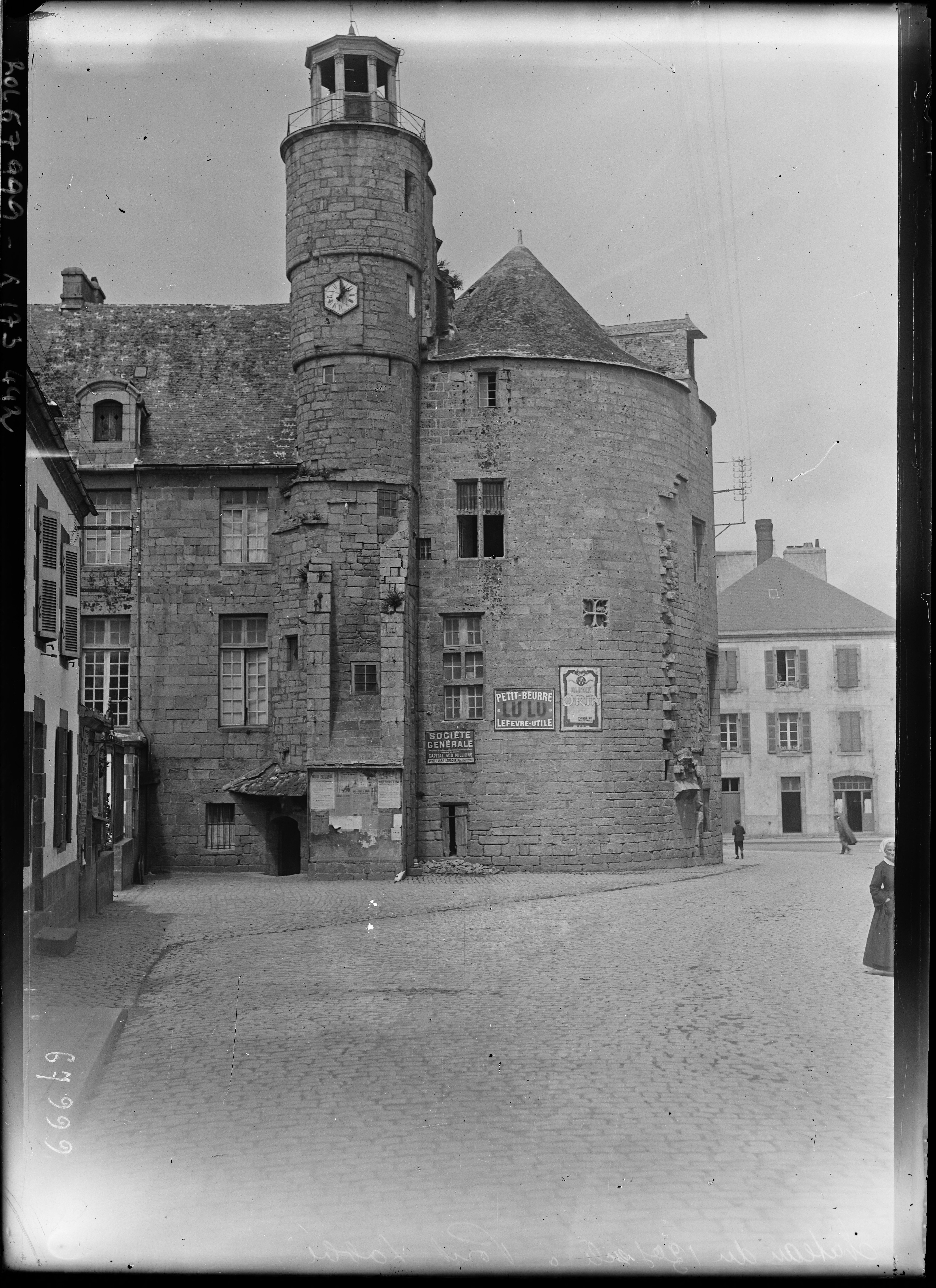
Zámek Pont-l'Abbé, 1921
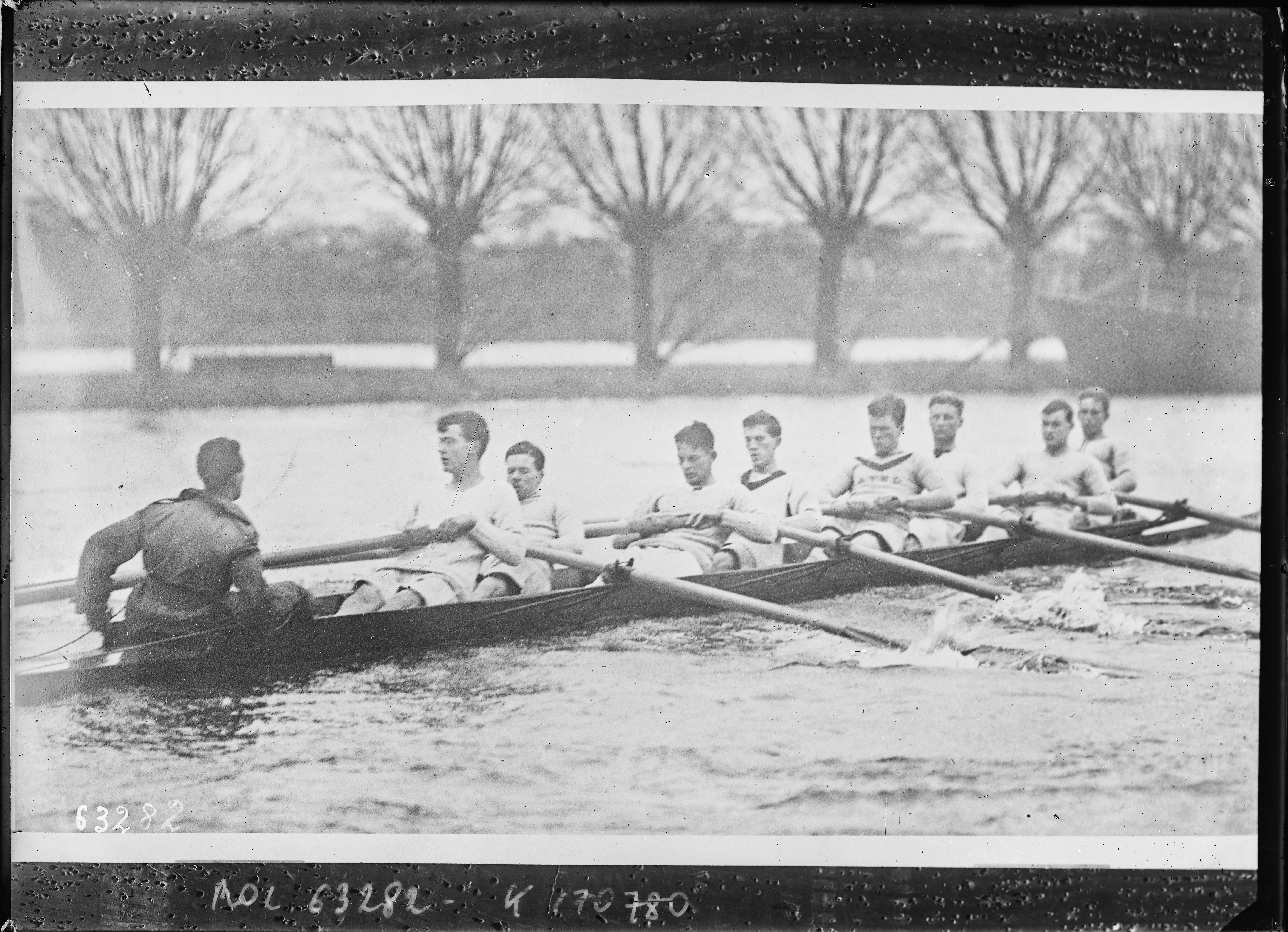
Tým Oxford Oars, 1921
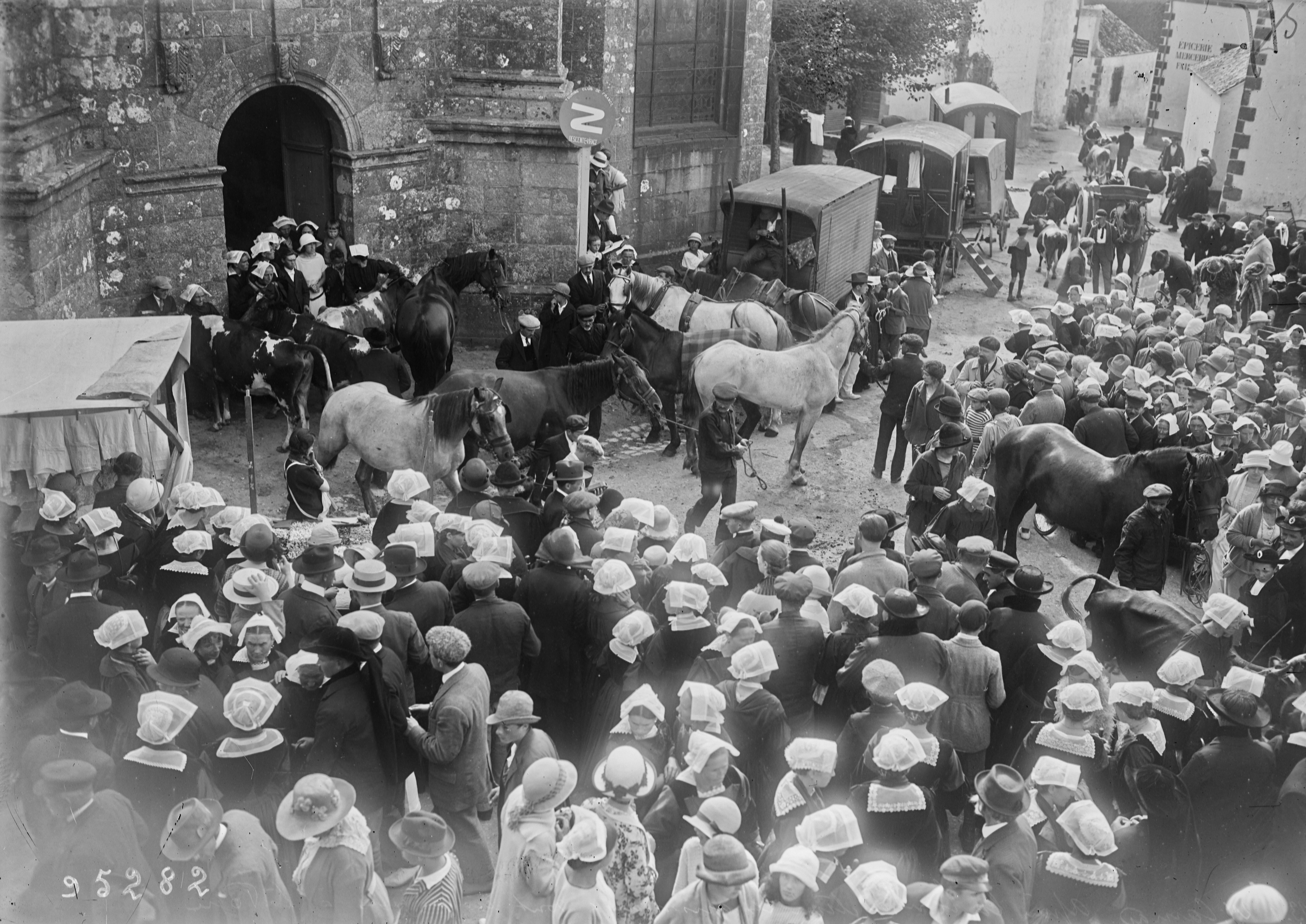
Kostel Saint-Cornély v Carnacu : požehnání koní pod sochou svatého Cornélyho při ceremonii milosti, 1924
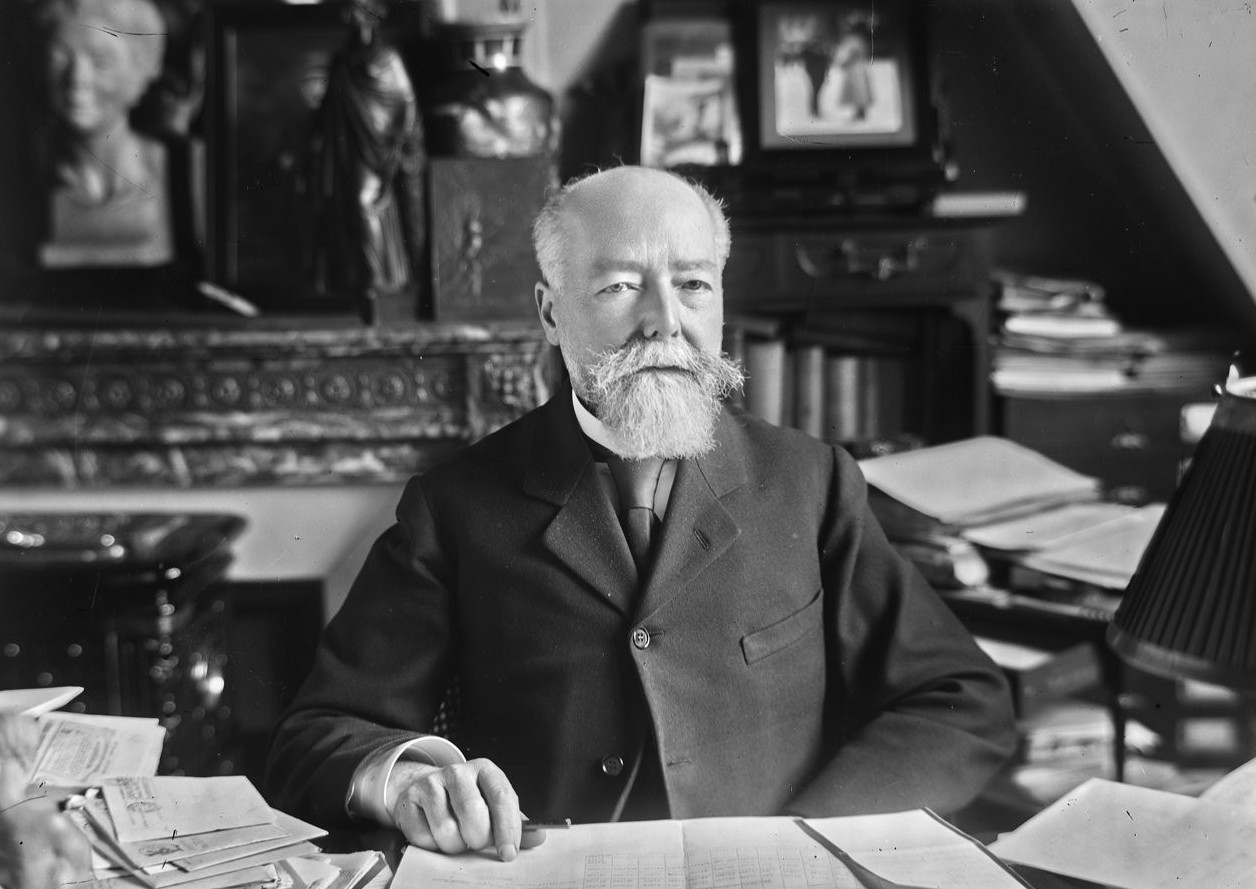
Politik Paul Doumer u svého stolu, 1924